# Screen Actors Guild Award/Bestes Schauspielensemble in einer Dramaserie
Der Screen Actors Guild Award in der Kategorie Bestes Schauspielensemble in einer Dramaserie (Originalbezeichnung: Outstanding Performance by an Ensemble in a Drama Series) ist eine der Auszeichnungen, die jährlich in den Vereinigten Staaten von der Screen Actors Guild, einer Gewerkschaft von Schauspielern, verliehen werden. Sie richtet sich an Ensemble, die eine hervorragende Leistung in einer Haupt- oder Nebenrolle in einer Drama-Fernsehserie erbracht haben. Die Kategorie wurde 1995 ins Leben gerufen. Die Gewinner werden in einer geheimen Abstimmung durch die Vollmitglieder der Gewerkschaft ermittelt.

## Statistik

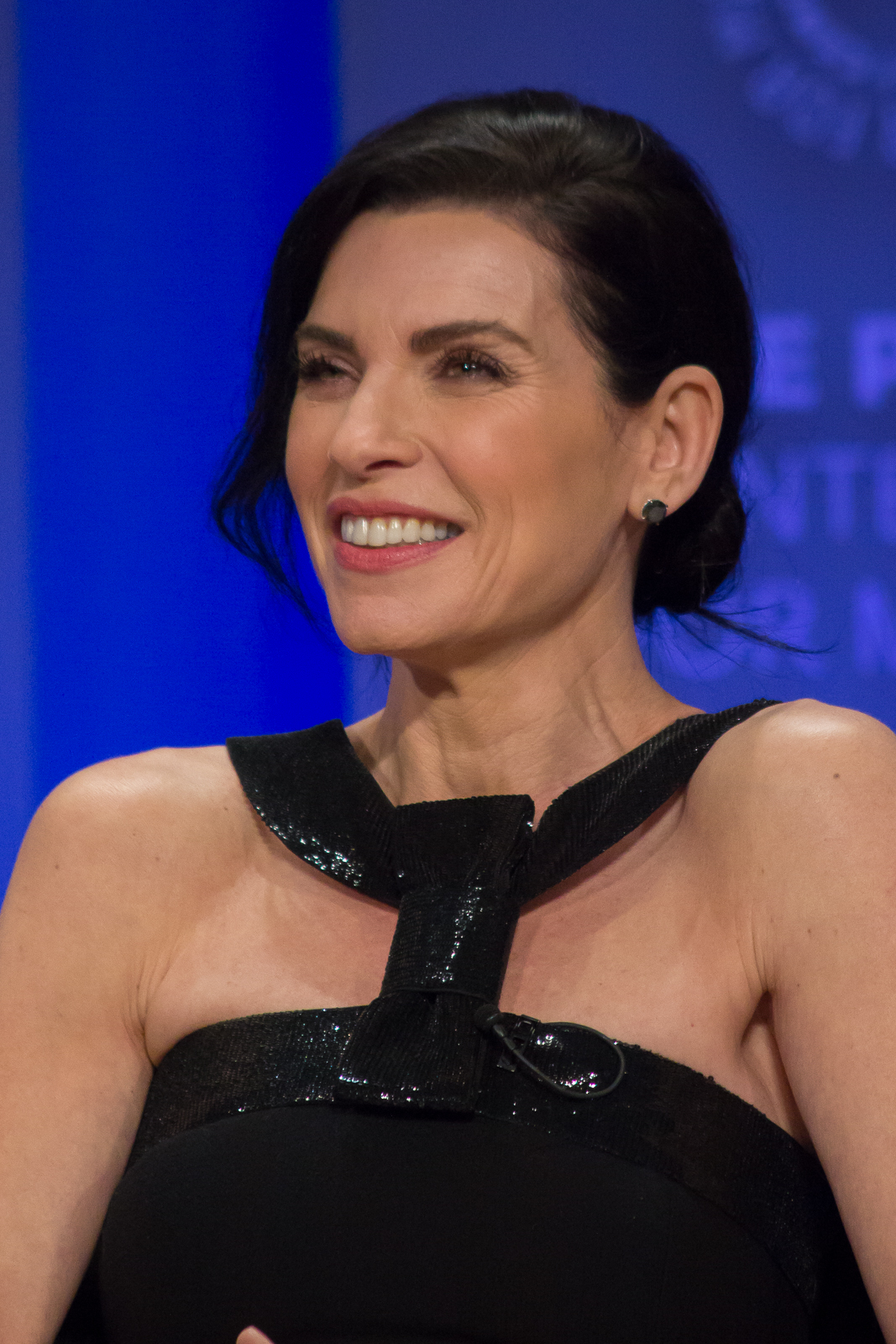
Zwölfmal Nominierte: Julianna Margulies (2015)

Die Kategorie Bestes Schauspielensemble in einer Dramaserie wurde zur ersten Verleihung im Februar 1995 geschaffen. Seitdem wurden an 296 verschiedene Schauspieler eine Gesamtanzahl von 436 Preisen in dieser Kategorie verliehen. Die ersten Preisträger waren Gordon Clapp, Dennis Franz, Sharon Lawrence, James McDaniel, Gail O’Grady, Jimmy Smits und Nicholas Turturro, die 1995 als Teil des Ensembles der ABC-Krimiserie New York Cops – NYPD Blue ausgezeichnet wurden. Die bisher letzten Preisträger waren Shinnosuke Abe, Tadanobu Asano, Tommy Bastow, Takehiro Hira, Moeka Hoshi, Hiromoto Ida, Cosmo Jarvis, Hiroto Kanai, Yuki Kura, Takeshi Kurokawa, Fumi Nikaidō, Tokuma Nishioka, Hiroyuki Sanada und Anna Sawai, die 2025 als Teil des Ensembles der FX-Dramaserie Shōgun geehrt wurden.
Älteste Gewinnerin mit 81 Jahren war 2016 die Britin Maggie Smith (Downton Abbey); ältester Gewinner und ältester nominierte Schauspieler mit 83 Jahren 2023 der US-Amerikaner F. Murray Abraham (The White Lotus). Jüngste Gewinnerinnen und jüngste nominierte Schauspielerinnen waren mit jeweils fünf Jahren 2012 die US-Amerikanerinnen Lucy und Josie Gallina (Boardwalk Empire); jüngste Gewinner und jüngste nominierte Schauspieler mit jeweils sechs Jahren ebenfalls 2012 ihre Landsmänner Brady und Connor Noon (Boardwalk Empire). Älteste nominierte Schauspielerin mit 85 Jahren war 2021 die Britin Julie Andrews (Bridgerton).
| Statistik                          | Schauspieler        | Anzahl | Jahre                                                                      |
| ---------------------------------- | ------------------- | ------ | -------------------------------------------------------------------------- |
| Häufigste Auszeichnungen           | George Clooney      | 04     | 1996, 1997, 1998, 1999                                                     |
|                                    | Anthony Edwards     | 04     | 1996, 1997, 1998, 1999                                                     |
|                                    | Julianna Margulies  | 04     | 1996, 1997, 1998, 1999                                                     |
|                                    | Gloria Reuben       | 04     | 1996, 1997, 1998, 1999                                                     |
|                                    | Eriq La Salle       | 04     | 1996, 1997, 1998, 1999                                                     |
|                                    | Noah Wyle           | 04     | 1996, 1997, 1998, 1999                                                     |
| Häufigste Nominierungen (* = Sieg) | Julianna Margulies  | 12     | 1995, 1996*, 1997*, 1998*, 1999*, 2000, 2001, 2010, 2011, 2012, 2022, 2024 |
| Häufigste Nominierungen ohne Sieg  | S. Epatha Merkerson | 09     | 1995, 1996, 1997, 1998, 1999, 2000, 2001, 2002, 2004                       |
|                                    | Jerry Orbach        | 09     | 1995, 1996, 1997, 1998, 1999, 2000, 2001, 2002, 2004                       |
|                                    | Sam Waterston       | 09     | 1995, 1996, 1997, 1998, 1999, 2000, 2001, 2002, 2004                       |

## Gewinner und Nominierte
Die unten aufgeführten Fernsehserien werden mit ihrem deutschen Ausstrahlungstitel (sofern ermittelbar) angegeben, danach folgt in Klammern in kursiver Schrift der fremdsprachige Originaltitel. Die Nennung des Originaltitels entfällt, wenn deutscher und fremdsprachiger Serientitel identisch sind. Die Gewinner stehen hervorgehoben in fetter Schrift an erster Stelle.

### 1995–2000
1995
New York Cops – NYPD Blue (NYPD Blue)

Gordon Clapp, Dennis Franz, Sharon Lawrence, James McDaniel, Gail O’Grady, Jimmy Smits und Nicholas Turturro
Chicago Hope – Endstation Hoffnung (Chicago Hope)
Adam Arkin, Hector Elizondo, Thomas Gibson, Roxanne Hart, Peter MacNicol, E. G. Marshall und Mandy Patinkin
Emergency Room – Die Notaufnahme (ER)
George Clooney, Anthony Edwards, Eriq La Salle, Julianna Margulies, Sherry Stringfield und Noah Wyle
Law & Order
Jill Hennessy, Steven Hill, S. Epatha Merkerson, Chris Noth, Jerry Orbach und Sam Waterston
Picket Fences – Tatort Gartenzaun (Picket Fences)
Kathy Baker, Don Cheadle, Holly Marie Combs, Kelly Connell, Robert Cornthwaite, Fyvush Finkel, Lauren Holly, Costas Mandylor, Justin Shenkarow, Tom Skerritt, Leigh Taylor-Young, Ray Walston und Adam Wylie
1996
Emergency Room – Die Notaufnahme (ER)

George Clooney, Anthony Edwards, Eriq La Salle, Julianna Margulies, Gloria Reuben, Sherry Stringfield und Noah Wyle
Chicago Hope – Endstation Hoffnung (Chicago Hope)
Adam Arkin, Peter Berg, Jayne Brook, Vondie Curtis-Hall, Hector Elizondo, Thomas Gibson, Roxanne Hart, Christine Lahti, Peter MacNicol, Mandy Patinkin und Jamey Sheridan
Law & Order
Benjamin Bratt, Jill Hennessy, Steven Hill, S. Epatha Merkerson, Chris Noth, Jerry Orbach und Sam Waterston
New York Cops – NYPD Blue (NYPD Blue)
Gordon Clapp, Kim Delaney, Dennis Franz, Sharon Lawrence, James McDaniel, Justine Miceli, Gail O’Grady, Jimmy Smits und Nicholas Turturro
Picket Fences – Tatort Gartenzaun (Picket Fences)
Amy Aquino, Kathy Baker, Don Cheadle, Kelly Connell, Lauren Holly, Fyvush Finkel, Costas Mandylor, Holly Marie Combs, Marlee Matlin, Justin Shenkarow, Tom Skerritt, Adam Wylie und Ray Walston
1997
Emergency Room – Die Notaufnahme (ER)

George Clooney, Anthony Edwards, Laura Innes, Eriq La Salle, Julianna Margulies, Gloria Reuben, Sherry Stringfield und Noah Wyle
Chicago Hope – Endstation Hoffnung (Chicago Hope)
Adam Arkin, Peter Berg, Jayne Brook, Rocky Carroll, Vondie Curtis-Hall, Hector Elizondo, Thomas Gibson, Mark Harmon, Roxanne Hart, Christine Lahti und Jamey Sheridan
Law & Order
Benjamin Bratt, Jill Hennessy, Steven Hill, Carey Lowell, S. Epatha Merkerson, Jerry Orbach und Sam Waterston
New York Cops – NYPD Blue (NYPD Blue)
Gordon Clapp, Kim Delaney, Dennis Franz, Sharon Lawrence, James McDaniel, Justine Miceli, Gail O’Grady, Jimmy Smits und Nicholas Turturro
Akte X – Die unheimlichen Fälle des FBI (The X-Files)
Gillian Anderson, William Bruce Davis, David Duchovny, Mitch Pileggi und Steven Williams
1998
Emergency Room – Die Notaufnahme (ER)

Maria Bello, George Clooney, Anthony Edwards, Laura Innes, Alex Kingston, Eriq La Salle, Julianna Margulies, Gloria Reuben und Noah Wyle
Chicago Hope – Endstation Hoffnung (Chicago Hope)
Adam Arkin, Peter Berg, Jayne Brook, Rocky Carroll, Vondie Curtis-Hall, Stacy Edwards, Hector Elizondo, Mark Harmon und Christine Lahti
Law & Order
Benjamin Bratt, Steven Hill, Carey Lowell, S. Epatha Merkerson, Jerry Orbach und Sam Waterston
New York Cops – NYPD Blue (NYPD Blue)
Gordon Clapp, Kim Delaney, Dennis Franz, James McDaniel, Jimmy Smits, Andrea Thompson und Nicholas Turturro
Akte X – Die unheimlichen Fälle des FBI (The X-Files)
Gillian Anderson, William Bruce Davis, David Duchovny und Mitch Pileggi
1999
Emergency Room – Die Notaufnahme (ER)

George Clooney, Anthony Edwards, Laura Innes, Alex Kingston, Eriq La Salle, Julianna Margulies, Kellie Martin, Paul McCrane, Gloria Reuben und Noah Wyle
Law & Order
Benjamin Bratt, Angie Harmon, Steven Hill, Carey Lowell, S. Epatha Merkerson, Jerry Orbach und Sam Waterston
New York Cops – NYPD Blue (NYPD Blue)
Gordon Clapp, Kim Delaney, Dennis Franz, Sharon Lawrence, James McDaniel, Jimmy Smits, Andrea Thompson und Nicholas Turturro
Practice – Die Anwälte (The Practice)
Michael Badalucco, Lara Flynn Boyle, LisaGay Hamilton, Steve Harris, Camryn Manheim, Dylan McDermott, Marla Sokoloff und Kelli Williams
Akte X – Die unheimlichen Fälle des FBI (The X-Files)
Gillian Anderson, William Bruce Davis, David Duchovny Chris Owens, James Pickens junior und Mitch Pileggi
2000
Die Sopranos (The Sopranos)

Lorraine Bracco, Dominic Chianese, Edie Falco, James Gandolfini, Robert Iler, Michael Imperioli, Nancy Marchand, Vincent Pastore, Jamie-Lynn Sigler, Tony Sirico und Steven Van Zandt
Emergency Room – Die Notaufnahme (ER)
Anthony Edwards, Laura Innes, Alex Kingston, Eriq La Salle, Julianna Margulies, Kellie Martin, Paul McCrane, Michael Michele, Erik Palladino, Gloria Reuben, Goran Višnjić und Noah Wyle
Law & Order
Benjamin Bratt, Angie Harmon, Steven Hill, Jesse L. Martin, S. Epatha Merkerson, Jerry Orbach und Sam Waterston
New York Cops – NYPD Blue (NYPD Blue)
Bill Brochtrup, Gordon Clapp, Kim Delaney, Dennis Franz, James McDaniel, Ricky Schroder, Andrea Thompson und Nicholas Turturro
Practice – Die Anwälte (The Practice)
Michael Badalucco, Lara Flynn Boyle, LisaGay Hamilton, Steve Harris, Camryn Manheim, Dylan McDermott, Marla Sokoloff und Kelli Williams

### 2001–2010
2001
The West Wing – Im Zentrum der Macht (The West Wing)

Dulé Hill, Allison Janney, Moira Kelly, Rob Lowe, Janel Moloney, Richard Schiff, Martin Sheen, John Spencer und Bradley Whitford
Emergency Room – Die Notaufnahme (ER)
Anthony Edwards, Laura Innes, Alex Kingston, Eriq La Salle, Julianna Margulies, Kellie Martin, Paul McCrane, Michael Michele, Erik Palladino, Maura Tierney, Goran Višnjić, Ming-Na Wen und Noah Wyle
Law & Order
Angie Harmon, Steven Hill, Jesse L. Martin, S. Epatha Merkerson, Jerry Orbach, Sam Waterston und Dianne Wiest
Practice – Die Anwälte (The Practice)
Michael Badalucco, Lara Flynn Boyle, LisaGay Hamilton, Steve Harris, Jason Kravits, Camryn Manheim, Dylan McDermott, Marla Sokoloff und Kelli Williams
Die Sopranos (The Sopranos)
Lorraine Bracco, Dominic Chianese, Drea de Matteo, Edie Falco, James Gandolfini, Robert Iler, Michael Imperioli, Nancy Marchand (postum), Vincent Pastore, David Proval, Jamie-Lynn Sigler, Tony Sirico, Aida Turturro und Steven Van Zandt
2002
The West Wing – Im Zentrum der Macht (The West Wing)

Stockard Channing, Dulé Hill, Allison Janney, Rob Lowe, Janel Moloney, Richard Schiff, Martin Sheen, John Spencer und Bradley Whitford
CSI: Vegas (CSI: Crime Scene Investigation)
Gary Dourdan, George Eads, Jorja Fox, Paul Guilfoyle, Robert David Hall, Marg Helgenberger, William Petersen und Eric Szmanda
Law & Order
Angie Harmon, Jesse L. Martin, S. Epatha Merkerson, Jerry Orbach, Elisabeth Röhm, Sam Waterston und Dianne Wiest
Six Feet Under – Gestorben wird immer (Six Feet Under)
Lauren Ambrose, Frances Conroy, Rachel Griffiths, Michael C. Hall, Richard Jenkins, Peter Krause, Freddy Rodríguez, Jeremy Sisto und Mathew St. Patrick
Die Sopranos (The Sopranos)
Lorraine Bracco, Federico Castelluccio, Dominic Chianese, Drea de Matteo, Edie Falco, James Gandolfini, Robert Iler, Michael Imperioli, Joe Pantoliano, Steve Schirripa, Jamie-Lynn Sigler, Tony Sirico, Aida Turturro, Steven Van Zandt und John Ventimiglia
2003
Six Feet Under – Gestorben wird immer (Six Feet Under)

Lauren Ambrose, Frances Conroy, Rachel Griffiths, Michael C. Hall, Peter Krause, Freddy Rodríguez und Mathew St. Patrick
24
Reiko Aylesworth, Xander Berkeley, Carlos Bernard, Jude Ciccolella, Sarah Clarke, Elisha Cuthbert, Michelle Forbes, Laura Harris, Dennis Haysbert, Leslie Hope, Penny Johnson Jerald, Phillip Rhys, Kiefer Sutherland und Sarah Wynter
CSI: Vegas (CSI: Crime Scene Investigation)
Gary Dourdan, George Eads, Jorja Fox, Paul Guilfoyle, Robert David Hall, Marg Helgenberger, William Petersen und Eric Szmanda
Die Sopranos (The Sopranos)
Lorraine Bracco, Federico Castelluccio, Dominic Chianese, Vincent Curatola, Drea de Matteo, Edie Falco, James Gandolfini, Robert Iler, Michael Imperioli, Joe Pantoliano, Steve Schirripa, Jamie-Lynn Sigler, Tony Sirico, Aida Turturro, Steven Van Zandt und John Ventimiglia
The West Wing – Im Zentrum der Macht (The West Wing)
Stockard Channing, Dulé Hill, Allison Janney, Rob Lowe, Joshua Malina, Janel Moloney, Mary-Louise Parker, Richard Schiff, Martin Sheen, John Spencer, Lily Tomlin und Bradley Whitford
2004
Six Feet Under – Gestorben wird immer (Six Feet Under)

Lauren Ambrose, Frances Conroy, Ben Foster, Rachel Griffiths, Michael C. Hall, Peter Krause, Peter Macdissi, Justina Machado, Freddy Rodríguez, Mathew St. Patrick, Lili Taylor und Rainn Wilson
CSI: Vegas (CSI: Crime Scene Investigation)
Gary Dourdan, George Eads, Jorja Fox, Paul Guilfoyle, Robert David Hall, Marg Helgenberger, William Petersen und Eric Szmanda
Law & Order
Jesse L. Martin, S. Epatha Merkerson, Jerry Orbach, Elisabeth Röhm, Fred Dalton Thompson und Sam Waterston
The West Wing – Im Zentrum der Macht (The West Wing)
Stockard Channing, Dulé Hill, Allison Janney, Joshua Malina, Janel Moloney, Richard Schiff, Martin Sheen, John Spencer und Bradley Whitford
Without a Trace – Spurlos verschwunden (Without a Trace)
Eric Close, Marianne Jean-Baptiste, Anthony LaPaglia, Poppy Montgomery und Enrique Murciano
2005
CSI: Vegas (CSI: Crime Scene Investigation)

Gary Dourdan, George Eads, Jorja Fox, Paul Guilfoyle, Robert David Hall, Marg Helgenberger, William Petersen und Eric Szmanda
24
Reiko Aylesworth, Carlos Bernard, Elisha Cuthbert, James Badge Dale, Joaquim de Almeida, Dennis Haysbert, Vincent Laresca, Mary Lynn Rajskub, Paul Schulze, Kiefer Sutherland und D. B. Woodside
Six Feet Under – Gestorben wird immer (Six Feet Under)
Lauren Ambrose, Frances Conroy, James Cromwell, Idalis DeLeón, Peter Facinelli, Ben Foster, Sprague Grayden, Rachel Griffiths, Michael C. Hall, Peter Krause, Justina Machado, Freddy Rodríguez, Mathew St. Patrick, Mena Suvari und Justin Theroux
Die Sopranos (The Sopranos)
Lorraine Bracco, Steve Buscemi, Dominic Chianese, Vincent Curatola, Drea de Matteo, Edie Falco, James Gandolfini, Robert Iler, Michael Imperioli, Steve Schirripa, Jamie-Lynn Sigler, Tony Sirico, Aida Turturro, Steven Van Zandt und John Ventimiglia
The West Wing – Im Zentrum der Macht (The West Wing)
Stockard Channing, Kristin Chenoweth, Dulé Hill, Allison Janney, Joshua Malina, Mary McCormack, Janel Moloney, Richard Schiff, Martin Sheen, John Spencer, Lily Tomlin und Bradley Whitford
2006
Lost

Adewale Akinnuoye-Agbaje, Naveen Andrews, Emilie de Ravin, Matthew Fox, Jorge Garcia, Maggie Grace, Josh Holloway, Malcolm David Kelley, Daniel Dae Kim, Kim Yunjin, Evangeline Lilly, Dominic Monaghan, Terry O’Quinn, Harold Perrineau, Jr., Michelle Rodríguez, Ian Somerhalder und Cynthia Watros
The Closer
G. W. Bailey, Michael Paul Chan, Raymond Cruz, Tony Denison, Robert Gossett, Gina Ravera, Corey Reynolds, Kyra Sedgwick, J. K. Simmons und Jon Tenney
Grey’s Anatomy
Justin Chambers, Patrick Dempsey, Katherine Heigl, T. R. Knight, Sandra Oh, James Pickens junior, Ellen Pompeo, Kate Walsh, Isaiah Washington und Chandra Wilson
Six Feet Under – Gestorben wird immer (Six Feet Under)
Lauren Ambrose, Joanna Cassidy, Frances Conroy, James Cromwell, Rachel Griffiths, Michael C. Hall, Tina Holmes, Peter Krause, Justina Machado, Freddy Rodríguez, Jeremy Sisto und Mathew St. Patrick
The West Wing – Im Zentrum der Macht (The West Wing)
Alan Alda, Kristin Chenoweth, Janeane Garofalo, Dulé Hill, Allison Janney, Joshua Malina, Mary McCormack, Janel Moloney, Teri Polo, Richard Schiff, Martin Sheen, Jimmy Smits, John Spencer (postum) und Bradley Whitford
2007
Grey’s Anatomy

Justin Chambers, Eric Dane, Patrick Dempsey, Katherine Heigl, T. R. Knight, Sandra Oh, James Pickens junior, Ellen Pompeo, Sara Ramírez, Kate Walsh, Isaiah Washington und Chandra Wilson
24
Jayne Atkinson, Jude Ciccolella, Roger Cross, Gregory Itzin, Louis Lombardi, James Morrison, Glenn Morshower, Mary Lynn Rajskub, Kim Raver, Jean Smart und Kiefer Sutherland
Boston Legal
René Auberjonois, Candice Bergen, Craig Bierko, Julie Bowen, William Shatner, James Spader und Mark Valley
Deadwood
Jim Beaver, Powers Boothe, Sean Bridgers, W. Earl Brown, Dayton Callie, Brian Cox, Kim Dickens, Brad Dourif, Anna Gunn, John Hawkes, Jeffrey Jones, Paula Malcomson, Gerald McRaney, Ian McShane, Timothy Olyphant, Molly Parker, Leon Rippy, William Sanderson, Brent Sexton, Bree Seanna Wall, Robin Weigert und Titus Welliver
Die Sopranos (The Sopranos)
Sharon Angela, Lorraine Bracco, Max Casella, Dominic Chianese, Edie Falco, James Gandolfini, Joseph R. Gannascoli, Dan Grimaldi, Robert Iler, Michael Imperioli, Steve Schirripa, Jamie-Lynn Sigler, Tony Sirico, Aida Turturro, Maureen Van Zandt, Steven Van Zandt und Frank Vincent
2008
Die Sopranos (The Sopranos)

Greg Antonacci, Lorraine Bracco, Edie Falco, James Gandolfini, Dan Grimaldi, Robert Iler, Michael Imperioli, Arthur J. Nascarella, Steve Schirripa, Matt Servitto, Jamie-Lynn Sigler, Tony Sirico, Aida Turturro, Steven Van Zandt und Frank Vincent
Boston Legal
René Auberjonois, Candice Bergen, Julie Bowen, Saffron Burrows, Christian Clemenson, Taraji P. Henson, John Larroquette, William Shatner, James Spader, Tara Summers, Mark Valley, Gary Anthony Williams und Constance Zimmer
The Closer
G. W. Bailey, Michael Paul Chan, Raymond Cruz, Tony Denison, Robert Gossett, Phillip P. Keene, Gina Ravera, Corey Reynolds, Kyra Sedgwick, J. K. Simmons und Jon Tenney
Grey’s Anatomy
Justin Chambers, Eric Dane, Patrick Dempsey, Katherine Heigl, T. R. Knight, Chyler Leigh, Sandra Oh, James Pickens junior, Ellen Pompeo, Sara Ramírez, Elizabeth Reaser, Brooke Smith, Kate Walsh, Isaiah Washington und Chandra Wilson
Mad Men
Bryan Batt, Anne Dudek, Michael Gladis, Jon Hamm, Christina Hendricks, January Jones, Vincent Kartheiser, Robert Morse, Elisabeth Moss, Maggie Siff, John Slattery, Rich Sommer und Aaron Staton
2009
Mad Men

Bryan Batt, Alison Brie, Michael Gladis, Jon Hamm, Aaron Hart, Christina Hendricks, January Jones, Vincent Kartheiser, Robert Morse, Mark Moses, Elisabeth Moss, Kiernan Shipka, John Slattery, Rich Sommer und Aaron Staton
Boston Legal
Candice Bergen, Saffron Burrows, Christian Clemenson, Taraji P. Henson, John Larroquette, William Shatner, James Spader, Tara Summers und Gary Anthony Williams
The Closer
G. W. Bailey, Michael Paul Chan, Raymond Cruz, Tony Denison, Robert Gossett, Phillip P. Keene, Gina Ravera, Corey Reynolds, Kyra Sedgwick, J. K. Simmons und Jon Tenney
Dexter
Preston Bailey, Julie Benz, Jennifer Carpenter, Valerie Cruz, Kristin Dattilo, Michael C. Hall, Desmond Harrington, C. S. Lee, Jason Manuel Olazabal, David Ramsey, James Remar, Christina Robinson, Jimmy Smits, Lauren Vélez und David Zayas
Dr. House (House)
Lisa Edelstein, Omar Epps, Peter Jacobson, Hugh Laurie, Robert Sean Leonard, Jennifer Morrison, Kal Penn, Jesse Spencer und Olivia Wilde
2010
Mad Men

Alexa Alemanni, Bryan Batt, Jared S. Gilmore, Michael Gladis, Jon Hamm, Jared Harris, Christina Hendricks, January Jones, Vincent Kartheiser, Robert Morse, Elisabeth Moss, Kiernan Shipka, John Slattery, Rich Sommer, Christopher Stanley und Aaron Staton
The Closer
G. W. Bailey, Michael Paul Chan, Raymond Cruz, Tony Denison, Robert Gossett, Phillip P. Keene, Corey Reynolds, Kyra Sedgwick, J. K. Simmons und Jon Tenney
Dexter
Preston Bailey, Julie Benz, Jennifer Carpenter, Brando Eaton, Courtney Ford, Michael C. Hall, Desmond Harrington, C. S. Lee, John Lithgow, Rick Peters, James Remar, Christina Robinson, Lauren Vélez und David Zayas
Good Wife (The Good Wife)
Christine Baranski, Josh Charles, Matt Czuchry, Julianna Margulies, Archie Panjabi, Graham Phillips und Makenzie Vega
True Blood
Chris Bauer, Mehcad Brooks, Anna Camp, Nelsan Ellis, Michelle Forbes, Mariana Klaveno, Ryan Kwanten, Todd Lowe, Michael McMillian, Stephen Moyer, Anna Paquin, Jim Parrack, Carrie Preston, William Sanderson, Alexander Skarsgård, Sam Trammell, Rutina Wesley und Deborah Ann Woll

### 2011–2020
2011
Boardwalk Empire

Greg Antonacci, Steve Buscemi, Dabney Coleman, Paz de la Huerta, Stephen Graham, Anthony Laciura, Kelly Macdonald, Gretchen Mol, Aleksa Palladino, Vincent Piazza, Michael Pitt, Michael Shannon, Paul Sparks, Michael Stuhlbarg, Erik Weiner und Shea Whigham
The Closer
G. W. Bailey, Michael Paul Chan, Raymond Cruz, Jonathan Del Arco, Tony Denison, Robert Gossett, Phillip P. Keene, Corey Reynolds, Kyra Sedgwick, J. K. Simmons und Jon Tenney
Dexter
Jennifer Carpenter, April Hernandez Castillo, Michael C. Hall, Desmond Harrington, Maria Doyle Kennedy, C. S. Lee, Jonny Lee Miller, James Remar, Julia Stiles, Lauren Vélez, Peter Weller und David Zayas
Good Wife (The Good Wife)
Christine Baranski, Josh Charles, Alan Cumming, Matt Czuchry, Julianna Margulies, Chris Noth, Archie Panjabi, Graham Phillips und Makenzie Vega
Mad Men
Cara Buono, Jon Hamm, Jared Harris, Christina Hendricks, January Jones, Vincent Kartheiser, Matt Long, Robert Morse, Elisabeth Moss, Jessica Paré, Kiernan Shipka, John Slattery, Rich Sommer, Christopher Stanley und Aaron Staton
2012
Boardwalk Empire

Steve Buscemi, Dominic Chianese, Robert Clohessy, Dabney Coleman, Charlie Cox, Lucy und Josie Gallina, Stephen Graham, Jack Huston, Anthony Laciura, Heather Lind, Kelly Macdonald, Rory und Declan McTigue, Gretchen Mol, Brady und Connor Noon, Kevin O’Rourke, Aleksa Palladino, Jacqueline Pennewill, Vincent Piazza, Michael Pitt, Michael Shannon, Paul Sparks, Michael Stuhlbarg, Peter Van Wagner, Shea Whigham, Michael K. Williams und Anatol Yusef
Breaking Bad
Jonathan Banks, Betsy Brandt, Ray Campbell, Bryan Cranston, Giancarlo Esposito, Anna Gunn, RJ Mitte, Dean Norris, Bob Odenkirk und Aaron Paul
Dexter
Billy Brown, Jennifer Carpenter, Josh Cooke, Aimee Garcia, Michael C. Hall, Colin Hanks, Desmond Harrington, Rya Kihlstedt, C. S. Lee, Edward James Olmos, James Remar, Lauren Vélez und David Zayas
Game of Thrones
Amrita Acharia, Mark Addy, Alfie Allen, Josef Altin, Luke Barnes, Sean Bean, Susan Brown, Emilia Clarke, Nikolaj Coster-Waldau, Peter Dinklage, Ron Donachie, Michelle Fairley, Jerome Flynn, Elyes Gabel, Aidan Gillen, Jack Gleeson, Iain Glen, Julian Glover, Kit Harington, Lena Headey, Isaac Hempstead-Wright, Conleth Hill, Richard Madden, Jason Momoa, Rory McCann, Ian McElhinney, Roxanne McKee, Dar Salim, Mark Stanley, Donald Sumpter, Sophie Turner und Maisie Williams
Good Wife (The Good Wife)
Christine Baranski, Josh Charles, Alan Cumming, Matt Czuchry, Julianna Margulies, Chris Noth, Archie Panjabi, Graham Phillips und Makenzie Vega
2013
Downton Abbey

Hugh Bonneville, Zoe Boyle, Laura Carmichael, Jim Carter, Brendan Coyle, Michelle Dockery, Jessica Brown Findlay, Siobhan Finneran, Joanne Froggatt, Iain Glen, Thomas Howes, Rob James-Collier, Allen Leech, Phyllis Logan, Elizabeth McGovern, Sophie McShera, Lesley Nicol, Amy Nuttall, David Robb, Maggie Smith, Dan Stevens und Penelope Wilton
Boardwalk Empire
Steve Buscemi, Chris Caldovino, Bobby Cannavale, Charlie Cox, Jack Huston, Patrick Kennedy, Anthony Laciura, Kelly Macdonald, Gretchen Mol, Vincent Piazza, Paul Sparks, Meg Steedle, Michael Stuhlbarg, Shea Whigham und Anatol Yusef
Breaking Bad
Jonathan Banks, Betsy Brandt, Bryan Cranston, Laura Fraser, Anna Gunn, RJ Mitte, Dean Norris, Bob Odenkirk, Aaron Paul, Jesse Plemons und Steven Michael Quezada
Homeland
Morena Baccarin, Timothée Chalamet, Claire Danes, Rupert Friend, David Harewood, Diego Klattenhoff, Damian Lewis, David Marciano, Navid Negahban, Jackson Pace, Mandy Patinkin, Zuleikha Robinson, Morgan Saylor, Jamey Sheridan und Hrach Titizian
Mad Men
Ben Feldman, Jay R. Ferguson, Jon Hamm, Jared Harris, Christina Hendricks, Vincent Kartheiser, Robert Morse, Elisabeth Moss, Jessica Paré, Teyonah Parris, Kiernan Shipka, John Slattery, Rich Sommer und Aaron Staton
2014
Breaking Bad

Michael Bowen, Betsy Brandt, Bryan Cranston, Lavell Crawford, Tait Fletcher, Laura Fraser, Anna Gunn, Matthew T. Metzler, RJ Mitte, Dean Norris, Bob Odenkirk, Aaron Paul, Jesse Plemons, Steven Michael Quezada, Kevin Rankin und Patrick Sane
Boardwalk Empire
Patricia Arquette, Margot Bingham, Steve Buscemi, Brian Geraghty, Stephen Graham, Erik LaRay Harvey, Jack Huston, Ron Livingston, Domenick Lombardozzi, Gretchen Mol, Ben Rosenfield, Paul Sparks, Michael Stuhlbarg, Nisi Sturgis, Jacob A. Ware, Shea Whigham, Michael K. Williams und Jeffrey Wright
Downton Abbey
Hugh Bonneville, Laura Carmichael, Jim Carter, Brendan Coyle, Michelle Dockery, Kevin Doyle, Jessica Brown Findlay, Siobhan Finneran, Joanne Froggatt, Rob James-Collier, Allen Leech, Phyllis Logan, Elizabeth McGovern, Sophie McShera, Matt Milne, Lesley Nicol, Amy Nuttall, David Robb, Maggie Smith, Edward Speleers, Dan Stevens, Cara Theobold und Penelope Wilton
Game of Thrones
Alfie Allen, John Bradley-West, Oona Chaplin, Gwendoline Christie, Emilia Clarke, Nikolaj Coster-Waldau, Mackenzie Crook, Charles Dance, Joseph Dempsie, Peter Dinklage, Natalie Dormer, Nathalie Emmanuel, Michelle Fairley, Jack Gleeson, Iain Glen, Kit Harington, Lena Headey, Isaac Hempstead-Wright, Kristofer Hivju, Paul Kaye, Sibel Kekilli, Rose Leslie, Richard Madden, Rory McCann, Michael McElhatton, Ian McElhinney, Philip McGinley, Hannah Murray, Iwan Rheon, Sophie Turner, Carice van Houten und Maisie Williams
Homeland
F. Murray Abraham, Sarita Choudhury, Claire Danes, Rupert Friend, Tracy Letts, Damian Lewis, Mandy Patinkin und Morgan Saylor
2015
Downton Abbey

Hugh Bonneville, Laura Carmichael, Jim Carter, Brendan Coyle, Michelle Dockery, Kevin Doyle, Joanne Froggatt, Lily James, Rob James-Collier, Allen Leech, Phyllis Logan, Elizabeth McGovern, Sophie McShera, Matt Milne, Lesley Nicol, David Robb, Maggie Smith, Edward Speleers, Cara Theobold und Penelope Wilton
Boardwalk Empire
Steve Buscemi, Paul Calderón, Nicholas Calhoun, Louis Cancelmi, John Ellison Conlee, Michael Countryman, Stephen Graham, Domenick Lombardozzi, Nolan Lyons, Kelly Macdonald, Boris McGiver, Gretchen Mol, Vincent Piazza, Michael Shannon, Paul Sparks, Travis Tope, Shea Whigham, Michael K. Williams, Anatol Yusef und Michael Zegen
Game of Thrones
Josef Altin, Jacob Anderson, John Bradley-West, Dominic Carter, Gwendoline Christie, Emilia Clarke, Nikolaj Coster-Waldau, Ben Crompton, Charles Dance, Peter Dinklage, Natalie Dormer, Nathalie Emmanuel, Iain Glen, Julian Glover, Kit Harington, Lena Headey, Conleth Hill, Rory McCann, Ian McElhinney, Pedro Pascal, Daniel Portman, Mark Stanley, Sophie Turner und Maisie Williams
Homeland
Numan Acar, Nazanin Boniadi, Claire Danes, Rupert Friend, Raza Jaffrey, Nimrat Kaur, Tracy Letts, Mark Moses, Michael O’Keefe, Mandy Patinkin, Laila Robins, Suraj Sharma und Maury Sterling
House of Cards
Mahershala Ali, Jayne Atkinson, Rachel Brosnahan, Derek Cecil, Nathan Darrow, Michel Gill, Joanna Going, Sakina Jaffrey, Michael Kelly, Mozhan Marnò, Gerald McRaney, Molly Parker, Jimmi Simpson, Kevin Spacey und Robin Wright
2016
Downton Abbey

Hugh Bonneville, Laura Carmichael, Jim Carter, Raquel Cassidy, Brendan Coyle, Tom Cullen, Michelle Dockery, Kevin Doyle, Joanne Froggatt, Lily James, Rob James-Collier, Allen Leech, Phyllis Logan, Elizabeth McGovern, Sophie McShera, Lesley Nicol, Julian Ovenden, David Robb, Maggie Smith und Penelope Wilton
Game of Thrones
Alfie Allen, Ian Beattie, John Bradley-West, Gwendoline Christie, Emilia Clarke, Michael Condron, Nikolaj Coster-Waldau, Ben Crompton, Liam Cunningham, Stephen Dillane, Peter Dinklage, Nathalie Emmanuel, Tara Fitzgerald, Jerome Flynn, Brian Fortune, Joel Fry, Aidan Gillen, Iain Glen, Kit Harington, Lena Headey, Michiel Huisman, Hannah Murray, Brenock O’Connor, Daniel Portman, Iwan Rheon, Owen Teale, Sophie Turner, Carice van Houten, Maisie Williams und Tom Wlaschiha
Homeland
F. Murray Abraham, Atheer Adel, Claire Danes, Alexander Fehling, Rupert Friend, Nina Hoss, René Ifrah, Mark Ivanir, Sebastian Koch, Miranda Otto, Mandy Patinkin und Sarah Sokolovic
House of Cards
Mahershala Ali, Derek Cecil, Nathan Darrow, Michael Kelly, Elizabeth Marvel, Molly Parker, Jimmi Simpson, Kevin Spacey, Paul Sparks und Robin Wright
Mad Men
Sola Bamis, Mason Vale Cotton, Stephanie Drake, Jay R. Ferguson, Bruce Greenwood, Jon Hamm, Christina Hendricks, January Jones, Vincent Kartheiser, Elisabeth Moss, Kevin Rahm, Kiernan Shipka, John Slattery, Rich Sommer und Aaron Staton
2017
Stranger Things

Millie Bobby Brown, Cara Buono, Joe Chrest, Natalia Dyer, David Harbour, Charlie Heaton, Joe Keery, Gaten Matarazzo, Caleb McLaughlin, Matthew Modine, Rob Morgan, John Reynolds, Winona Ryder, Noah Schnapp, Mark Steger und Finn Wolfhard
The Crown
Claire Foy, Clive Francis, Harry Hadden-Paton, Victoria Hamilton, Daniel Ings, Billy Jenkins, Vanessa Kirby, John Lithgow, Lizzy McInnerny, Ben Miles, Jeremy Northam, Nicholas Rowe, Matt Smith, Pip Torrens und Harriet Walter
Downton Abbey
Samantha Bond, Hugh Bonneville, Patrick Brennan, Laura Carmichael, Jim Carter, Raquel Cassidy, Paul Copley, Brendan Coyle, Michelle Dockery, Kevin Doyle, Michael C. Fox, Joanne Froggatt, Matthew Goode, Harry Hadden-Paton, Rob James-Collier, Sue Johnston, Allen Leech, Phyllis Logan, Elizabeth McGovern, Sophie McShera, Lesley Nicol, Douglas Reith, David Robb, Maggie Smith, Jeremy Swift, Howard Ward und Penelope Wilton
Game of Thrones
Alfie Allen, Jacob Anderson, Dean-Charles Chapman, Emilia Clarke, Nikolaj Coster-Waldau, Liam Cunningham, Peter Dinklage, Nathalie Emmanuel, Kit Harington, Lena Headey, Conleth Hill, Kristofer Hivju, Michiel Huisman, Faye Marsay, Jonathan Pryce, Sophie Turner, Carice van Houten, Gemma Whelan und Maisie Williams
Westworld
Ben Barnes, Ingrid Bolsø Berdal, Ed Harris, Luke Hemsworth, Anthony Hopkins, Sidse Babett Knudsen, James Marsden, Leonardo Nam, Thandiwe Newton, Talulah Riley, Rodrigo Santoro, Angela Sarafyan, Jimmi Simpson, Ptolemy Slocum, Evan Rachel Wood, Shannon Woodward und Jeffrey Wright
2018
This Is Us – Das ist Leben (This Is Us)

Eris Baker, Alexandra Breckenridge, Sterling K. Brown, Lonnie Chavis, Mackenzie Hancsicsak, Justin Hartley, Faithe Herman, Ron Cephas Jones, Chrissy Metz, Mandy Moore, Chris Sullivan, Milo Ventimiglia, Susan Kelechi Watson und Hannah Zeile
The Crown
Claire Foy, Victoria Hamilton, Vanessa Kirby, Anton Lesser und Matt Smith
Game of Thrones
Alfie Allen, Jacob Anderson, Pilou Asbæk, Hafþór Júlíus Björnsson, John Bradley-West, Jim Broadbent, Gwendoline Christie, Emilia Clarke, Nikolaj Coster-Waldau, Liam Cunningham, Peter Dinklage, Richard Dormer, Nathalie Emmanuel, James Faulkner, Jerome Flynn, Aidan Gillen, Iain Glen, Kit Harington, Lena Headey, Isaac Hempstead-Wright, Conleth Hill, Kristofer Hivju, Tom Hopper, Anton Lesser, Rory McCann, Staz Nair, Richard Rycroft, Sophie Turner, Rupert Vansittart und Maisie Williams
The Handmaid’s Tale – Der Report der Magd (The Handmaid’s Tale)
Madeline Brewer, Amanda Brugel, Ann Dowd, O. T. Fagbenle, Joseph Fiennes, Tattiawna Jones, Max Minghella, Elisabeth Moss, Yvonne Strahovski und Samira Wiley
Stranger Things
Sean Astin, Millie Bobby Brown, Cara Buono, Joe Chrest, Catherine Curtin, Natalia Dyer, David Harbour, Charlie Heaton, Joe Keery, Gaten Matarazzo, Caleb McLaughlin, Dacre Montgomery, Paul Reiser, Winona Ryder, Noah Schnapp, Sadie Sink und Finn Wolfhard
2019
This Is Us – Das ist Leben (This Is Us)

Eris Baker, Sterling K. Brown, Niles Fitch, Mackenzie Hancsicsak, Justin Hartley, Faithe Herman, Jon Huertas, Melanie Liburd, Chrissy Metz, Mandy Moore, Lyric Ross, Chris Sullivan, Milo Ventimiglia, Susan Kelechi Watson und Hannah Zeile
The Americans
Anthony Arkin, Scott Cohen, Brandon J. Dirden, Noah Emmerich, Laurie Holden, Margo Martindale, Matthew Rhys, Costa Ronin, Keri Russell, Keidrich Sellati, Miriam Shor und Holly Taylor
Better Call Saul
Jonathan Banks, Rainer Bock, Ray Campbell, Giancarlo Esposito, Michael Mando, Bob Odenkirk und Rhea Seehorn
The Handmaid’s Tale – Der Report der Magd (The Handmaid’s Tale)
Alexis Bledel, Madeline Brewer, Amanda Brugel, Ann Dowd, O. T. Fagbenle, Joseph Fiennes, Nina Kiri, Max Minghella, Elisabeth Moss, Yvonne Strahovski, Sydney Sweeney und Bahia Watson
Ozark
Jason Bateman, Lisa Emery, Skylar Gaertner, Julia Garner, Darren Goldstein, Jason Butler Harner, Carson Holmes, Sofia Hublitz, Laura Linney, Trevor Long, Janet McTeer, Peter Mullan, Jordana Spiro, Charlie Tahan, Robert C. Treveiler und Harris Yulin
2020
The Crown

Marion Bailey, Helena Bonham Carter, Olivia Colman, Charles Dance, Ben Daniels, Erin Doherty, Charles Edwards, Tobias Menzies, Josh O’Connor, Sam Phillips, David Rintoul und Jason Watkins
Big Little Lies
Iain Armitage, Darby Camp, Chloe Coleman, Cameron Crovetti, Nicholas Crovetti, Laura Dern, Martin Donovan, Merrin Dungey, Crystal Fox, Ivy George, Nicole Kidman, Zoë Kravitz, Kathryn Newton, Jeffrey Nordling, Denis O’Hare, Adam Scott, Alexander Skarsgård, Douglas Smith, Meryl Streep, James Tupper, Robin Weigert, Reese Witherspoon und Shailene Woodley
Game of Thrones
Alfie Allen, Pilou Asbæk, Jacob Anderson, John Bradley-West, Gwendoline Christie, Emilia Clarke, Nikolaj Coster-Waldau, Ben Crompton, Liam Cunningham, Joseph Dempsie, Peter Dinklage, Richard Dormer, Nathalie Emmanuel, Jerome Flynn, Iain Glen, Kit Harington, Lena Headey, Isaac Hempstead-Wright, Conleth Hill, Kristofer Hivju, Rory McCann, Hannah Murray, Staz Nair, Daniel Portman, Bella Ramsey, Richard Rycroft, Sophie Turner, Carice van Houten, Rupert Vansittart und Maisie Williams
The Handmaid’s Tale – Der Report der Magd (The Handmaid’s Tale)
Alexis Bledel, Madeline Brewer, Amanda Brugel, Ann Dowd, O. T. Fagbenle, Joseph Fiennes, Kristen Gutoskie, Nina Kiri, Ashleigh LaThrop, Elisabeth Moss, Yvonne Strahovski, Bahia Watson, Bradley Whitford und Samira Wiley
Stranger Things
Millie Bobby Brown, Cara Buono, Jake Busey, Natalia Dyer, Cary Elwes, Priah Ferguson, Brett Gelman, David Harbour, Maya Hawke, Charlie Heaton, Andrey Ivchenko, Joe Keery, Gaten Matarazzo, Caleb McLaughlin, Dacre Montgomery, Michael Park, Francesca Reale, Winona Ryder, Noah Schnapp, Sadie Sink und Finn Wolfhard

### 2021–2030
2021
The Crown

Gillian Anderson, Marion Bailey, Helena Bonham Carter, Stephen Boxer, Olivia Colman, Emma Corrin, Erin Doherty, Charles Edwards, Emerald Fennell, Tobias Menzies, Josh O’Connor und Sam Phillips
Better Call Saul
Jonathan Banks, Tony Dalton, Giancarlo Esposito, Patrick Fabian, Michael Mando, Bob Odenkirk und Rhea Seehorn
Bridgerton
Adjoa Andoh, Julie Andrews, Lorraine Ashbourne, Jonathan Bailey, Ruby Barker, Jason Barnett, Sabrina Bartlett, Joanna Bobin, Harriet Cains, Bessie Carter, Nicola Coughlan, Kathryn Drysdale, Phoebe Dynevor, Ruth Gemmell, Florence Hunt, Martins Imhangbe, Claudia Jessie, Jessica Madsen, Molly McGlynn, Ben Miller, Luke Newton, Julian Ovenden, Regé-Jean Page, Golda Rosheuvel, Hugh Sachs, Luke Thompson, Will Tilston und Polly Walker
Lovecraft Country
Jamie Chung, Aunjanue Ellis, Jada Harris, Abbey Lee, Jonathan Majors, Wunmi Mosaku, Jordan Patrick Smith, Jurnee Smollett und Michael K. Williams
Ozark
Jason Bateman, McKinley Belcher III, Jessica Frances Dukes, Lisa Emery, Skylar Gaertner, Julia Garner, Sofia Hublitz, Kevin L. Johnson, Laura Linney, Janet McTeer, Tom Pelphrey, Joseph Sikora, Félix Solis, Charlie Tahan und Madison Thompson
2022
Succession

Hiam Abbass, Nicholas Braun, Juliana Canfield, Brian Cox, Kieran Culkin, Dagmara Domińczyk, Peter Friedman, Jihae Kim, Justine Lupe, Matthew Macfadyen, Dasha Nekrasova, Scott Nicholson, David Rasche, Alan Ruck, J. Smith-Cameron, Sarah Snook, Fisher Stevens, Jeremy Strong und Zoë Winters
The Handmaid’s Tale – Der Report der Magd (The Handmaid’s Tale)
Alexis Bledel, Madeline Brewer, Amanda Brugel, Ann Dowd, O. T. Fagbenle, Joseph Fiennes, Sam Jaeger, Max Minghella, Elisabeth Moss, Yvonne Strahovski, Bradley Whitford und Samira Wiley
The Morning Show
Jennifer Aniston, Shari Belafonte, Eli Bildner, Nestor Carbonell, Steve Carell, Billy Crudup, Mark Duplass, Amber Friendly, Janina Gavankar, Valeria Golino, Tara Karsian, Hannah Leder, Greta Lee, Julianna Margulies, Joe Marinelli, Michelle Meredith, Ruairi O’Connor, Joe Pacheco, Karen Pittman, Victoria Tate, Desean Terry und Reese Witherspoon
Squid Game (오징어 게임 / Ojingeo Game)
Heo Sung-tae, Jun Young-soo, Jung Ho-yeon, Kim Joo-ryoung, Lee Byung-hun, Lee Jung-jae, Oh Young-soo, Park Hae-soo, Anupam Tripathi und Wi Ha-joon
Yellowstone
Kelsey Asbille, Wes Bentley, Ryan Bingham, Gil Birmingham, Ian Bohen, Eden Brolin, Kevin Costner, Hugh Dillon, Luke Grimes, Hassie Harrison, Cole Hauser, Jennifer Landon, Finn Little, Brecken Merrill, Will Patton, Piper Perabo, Kelly Reilly, Denim Richards, Taylor Sheridan, Forrie J. Smith und Jefferson White
2023
The White Lotus

F. Murray Abraham, Paolo Camilli, Jennifer Coolidge, Adam DiMarco, Meghann Fahy, Federico Ferrante, Bruno Gouery, Beatrice Grannò, Jon Gries, Tom Hollander, Sabrina Impacciatore, Michael Imperioli, Theo James, Aubrey Plaza, Haley Lu Richardson, Eleonora Romandini, Federico Scribani, Will Sharpe, Simona Tabasco, Leo Woodall und Francesco Zecca
Better Call Saul
Jonathan Banks, Ed Begley junior, Tony Dalton, Giancarlo Esposito, Patrick Fabian, Bob Odenkirk und Rhea Seehorn
The Crown
Elizabeth Debicki, Claudia Harrison, Andrew Havill, Lesley Manville, Jonny Lee Miller, Flora Montgomery, James Murray, Jonathan Pryce, Ed Sayer, Imelda Staunton, Marcia Warren, Dominic West und Olivia Williams
Ozark
Jason Bateman, Nelson Bonilla, Jessica Frances Dukes, Lisa Emery, Skylar Gaertner, Julia Garner, Alfonso Herrera, Sofia Hublitz, Kevin L. Johnson, Katrina Lenk, Laura Linney, Adam Rothenberg, Félix Solis, Charlie Tahan, Richard Thomas und Damian Young
Severance
Patricia Arquette, Michael Chernus, Zach Cherry, Michael Cumpsty, Dichen Lachman, Britt Lower, Adam Scott, Tramell Tillman, Jen Tullock, John Turturro und Christopher Walken
2024
Succession

Nicholas Braun, Juliana Canfield, Brian Cox, Kieran Culkin, Dagmara Domińczyk, Peter Friedman, Justine Lupe, Matthew Macfadyen, Arian Moayed, Scott Nicholson, David Rasche, Alan Ruck, Alexander Skarsgård, J. Smith-Cameron, Sarah Snook, Fisher Stevens, Jeremy Strong und Zoë Winters
The Crown
Khalid Abdalla, Sebastian Blunt, Bertie Carvel, Salim Daw, Elizabeth Debicki, Luther Ford, Claudia Harrison, Lesley Manville, Ed McVey, James Murray, Jonathan Pryce, Imelda Staunton, Marcia Warren, Dominic West und Olivia Williams
The Gilded Age
Ben Ahlers, Ashlie Atkinson, Christine Baranski, Denée Benton, Nicole Brydon Bloom, Michael Cerveris, Carrie Coon, Kelley Curran, Taissa Farmiga, David Furr, Jack Gilpin, Ward Horton, Louisa Jacobson, Simon Jones, Sullivan Jones, Celia Keenan-Bolger, Nathan Lane, Matilda Lawler, Robert Sean Leonard, Audra McDonald, Debra Monk, Donna Murphy, Kristine Nielsen, Cynthia Nixon, Kelli O’Hara, Patrick Page, Harry Richardson, Taylor Richardson, Blake Ritson, Jeremy Shamos, Douglas Sills, Morgan Spector, John Douglas Thompson und Erin Wilhelmi
The Last of Us
Pedro Pascal und Bella Ramsey
The Morning Show
Jennifer Aniston, Nicole Beharie, Shari Belafonte, Nestor Carbonell, Billy Crudup, Mark Duplass, Jon Hamm, Theo Iyer, Hannah Leder, Greta Lee, Julianna Margulies, Tig Notaro, Karen Pittman und Reese Witherspoon
2025
Shōgun

Shinnosuke Abe, Tadanobu Asano, Tommy Bastow, Takehiro Hira, Moeka Hoshi, Hiromoto Ida, Cosmo Jarvis , Hiroto Kanai, Yuki Kura, Takeshi Kurokawa, Fumi Nikaidō, Tokuma Nishioka, Hiroyuki Sanada und Anna Sawai
Bridgerton
Geraldine Alexander, Victor Alli, Adjoa Andoh, Julie Andrews, Lorraine Ashbourne, Simone Ashley, Jonathan Bailey, Joe Barnes, Joanna Bobin, James Bryan, Harriet Cains, Bessie Carter, Genevieve Chenneour, Dominic Coleman, Nicola Coughlan, Kitty Devlin, Hannah Dodd, Daniel Francis, Ruth Gemmell , Rosa Hesmondhalgh, Sesley Hope, Florence Hunt, Martins Imhangbe, Molly Jackson-Shaw, Claudia Jessie, Lorn Macdonald, Jessica Madsen, Emma Naomi, Hannah New, Luke Newton, Caleb Obediah, James Phoon, Vineeta Rishi, Golda Rosheuvel, Hugh Sachs, Banita Sandhu , Luke Thompson, Will Tilston, Polly Walker, Anna Wilson-Jones und Sophie Woolley
The Day of the Jackal
Khalid Abdalla, Jon Arias, Nick Blood, Úrsula Corberó, Charles Dance, Ben Hall, Chukwudi Iwuji, Patrick Kennedy, Puchi Lagarde, Lashana Lynch, Eleanor Matsuura, Jonjo O’Neill, Eddie Redmayne, Sule Rimi und Lia Williams
Diplomatische Beziehungen (The Diplomat)
Ali Ahn, Sandy Amon-Schwartz, Tim Delap, Penny Downie, Ato Essandoh , David Gyasi, Celia Imrie, Rory Kinnear, Pearl Mackie, Nana Mensah, Graham Miller, Keri Russell, Rufus Sewell, Adam Silver und Kenichiro Thomson
Slow Horses – Ein Fall für Jackson Lamb (Slow Horses)
Ruth Bradley, Tom Brooke, James Callis, Christopher Chung, Aimee-Ffion Edwards, Rosalind Eleazar, Sean Gilder, Kadiff Kirwan, Jack Lowden, Gary Oldman, Jonathan Pryce, Saskia Reeves, Joanna Scanlan, Kristin Scott Thomas , Hugo Weaving, Naomi Wirthner und Tom Wozniczka